# Манастирово
Манастирово (на македонска литературна норма: Манастирово) е бивше село в Северна Македония, разположено на територията на община Струмица, Струмишко, в подножието на Беласица.

## География
Селото се е намирало в географската област Подгорие, в северното подножие на Беласица, между селата Банско и Габрово.

## История
Според преданията в местността е имало село Манастирово и манастир, посветен на свети Илия. Йован Трифуноски предполага, че това може да е било средновековно манастирско село, като има предвид, че в Струмишко има и друго такова село – Велюса, чието име идва от манастира „Света Богородица Елеуса“.
Има няколко предания за изселването на селото. Според предание, предадено от Трифуноски, изселването е свързано със събитие, случило се на Илинден, който е бил ежегоден празник на селото, а когато двама манастирски калугери се опитали да грабнат красива девойка, но „народот ги убил калугерите“ и след това събитие манастирът бил напуснат. Тогава и селото пострадало и жителите на Манастирово се изселили, като първо основали ново село в Струмишкото поле. Но тъй като страдали „от болести“, жителите на новото село напуснали и това място и се заселили в Моноспитово. Марко Китевски предава и друго предание, което локализира изселването на селото във времето на Кирил и Методий – средата на IX век. Според това предание девойка се влюбила в монах от манастира „Св. Илия“, облякла мъжки дрехи и живяла известно време в манастира с любимия си. Когато се разбрало, че жена е стъпила в манастира, настанала голяма тревога и владиката заповядал манастирът да бъде изгорен. Огънят обхванал и селото. След тези събития населението се изселило в Моноспитово.
Трифуноски посещава местността през юли 1974 година, където намира останки, наречени „гробища“ и „манастир“ и изобилна и добра питейна вода, което според него е „рядко явление за някои други части на Струмишката котловина“.